# Charles Taylor (president)
Charles Ghankay Taylor (Arthington (Liberia), 28 januari 1948) was president van Liberia tussen 1997 en 2003.

## Jonge jaren
Taylors ouders waren afstammelingen van vrijgelaten slaven die Liberia in de 19e eeuw stichtten. Hij voegde Ghankay toe aan zijn naam om een band met de inheemse Afrikanen uit te drukken. Kindsoldaten noemen hem ook wel Pappie. In de jaren 70 behaalde hij een graad in de economie in de Verenigde Staten; tegelijkertijd raakte hij betrokken bij een radicale Afrikaanse beweging en maakte hij plannen voor een aanslag op de Liberiaanse ambassade in Washington D.C.
In 1980 keerde hij terug naar Liberia na de staatsgreep door Samuel Doe. Hij kreeg een regeringsbaan maar verloor deze toen hij beschuldigd werd van verduistering van 900.000 dollar. Vervolgens vluchtte hij naar Ivoorkust, waar hij met een rebellengroepering een staatsgreep in Liberia voorbereidde. Na de bezetting van het noorden van Liberia brak tussen Taylors rebellen en het leger de Liberiaanse Burgeroorlog uit, die uiteindelijk 150.000 slachtoffers eiste, onder wie vele kindsoldaten.

## Aan de macht
Een vredesmacht van de Verenigde Naties, de Verenigde Staten en de EGWAS wist in 1996 een broze vrede in Liberia te bereiken, en in 1997 werden de eerste vrije verkiezingen gehouden, die Taylor met een grote meerderheid won. Aanhangers van de in 1990 vermoorde president Samuel Doe kwamen in 1999 onder de naam Liberians United for Reconcilation and Democracy in opstand, hetgeen de Tweede Liberiaanse Burgeroorlog inluidde. Naast de binnenlandse spanningen kreeg Liberia economische sancties opgelegd door de Verenigde Naties wegens wapen- en diamantsmokkel, waardoor de al verpauperde bevolking het nog zwaarder kreeg.

## Aangeklaagd door Speciaal Hof voor Sierra Leone
Op 7 maart 2003 werd Taylor door het Speciaal Hof voor Sierra Leone aangeklaagd wegens oorlogsmisdaden tijdens zijn interventie in de burgeroorlog in buurland Sierra Leone. Na Slobodan Milošević werd Taylor hiermee de tweede machthebber die nog terwijl hij aan de macht was in staat van beschuldiging werd gesteld door een internationaal gerecht. De aanklacht werd aanvankelijk geheimgehouden, maar werd openbaar gemaakt op 4 juni 2003, terwijl Taylor een bezoek aan Ghana bracht. De regering van Ghana ging echter niet over tot zijn arrestatie, en Taylor keerde terug naar Liberia. Op 11 augustus van dat jaar trad hij onder grote druk af als president en vluchtte naar Nigeria, dat hem ondanks herhaalde via Interpol uitgevaardigde arrestatiebevelen weigerde uit te leveren zonder verzoek daartoe van de overheid van Liberia.
Op 17 maart 2006 diende Ellen Johnson-Sirleaf, de nieuwe, democratisch gekozen president van Liberia, bij de Nigeriaanse regering een verzoek in om Taylor uit te leveren aan Liberia. Op 25 maart gaf Nigeria te kennen Taylor uit te willen leveren om hem terecht te laten staan voor het hof. Remi Oyo, een Nigeriaanse woordvoerder, verklaarde op 28 maart dat Taylor, die verbleef in een bewaakte villa in Calabar, in de nacht van 27 op 28 maart was ontvlucht. Hij werd op 29 maart 2006 gearresteerd toen hij probeerde de Nigeriaanse grens met Kameroen over te steken.

## Berechting

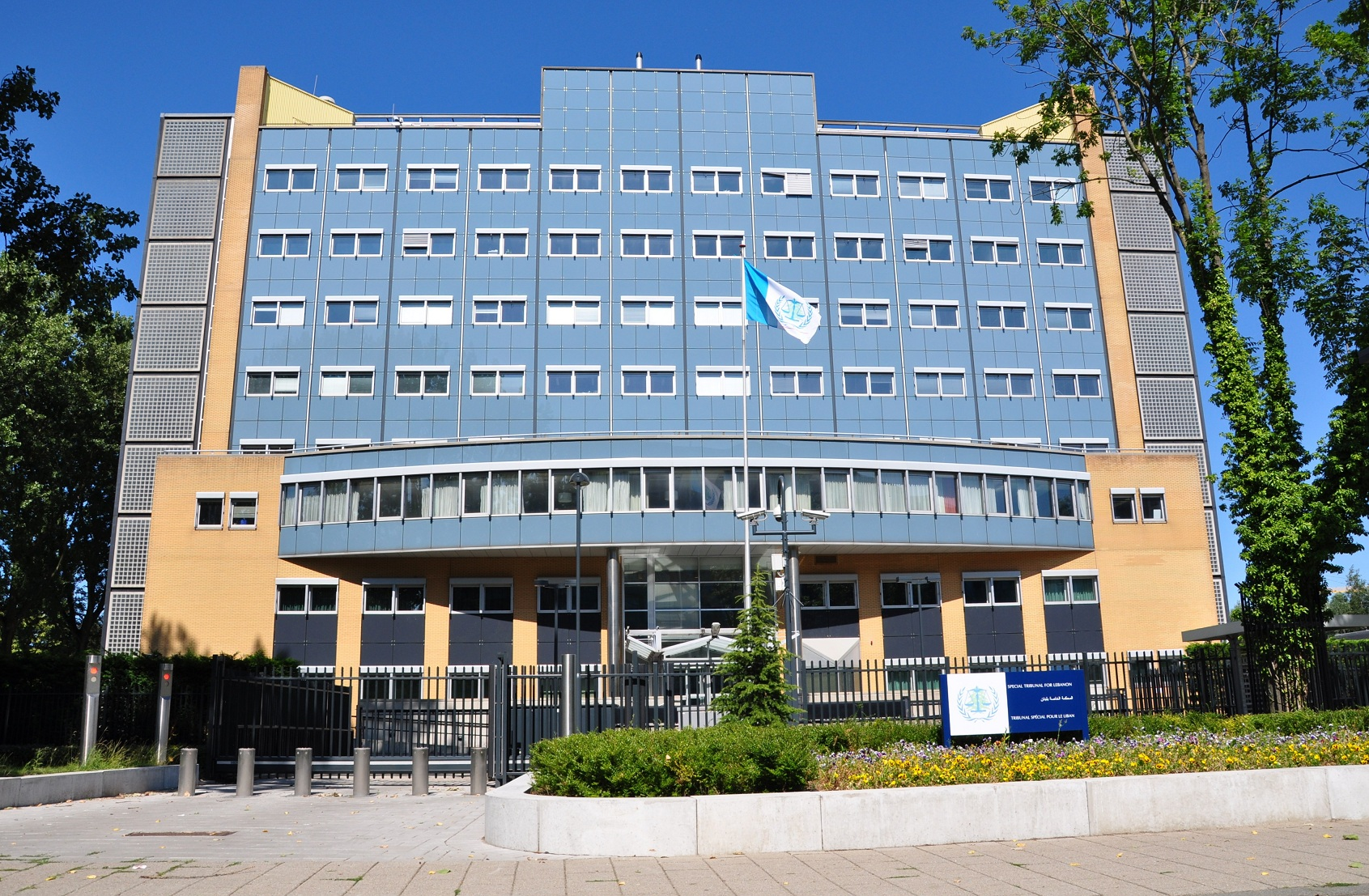
De rechtszaal in Leidschendam

Op 20 juni 2006 werd Charles Taylor overgebracht naar de gevangenis in Scheveningen. Hij werd berecht door het Speciaal Hof voor Sierra Leone, maar om veiligheidsredenen werd hiervoor gebruikgemaakt van de faciliteiten van het Internationaal Strafhof in Den Haag en de rechtszaal van het Libanontribunaal in Leidschendam. Op 4 juni 2007 startte het proces. Volgens de aanklager is Taylor verantwoordelijk voor honderdduizenden doden en gewonden in de burgeroorlog in Sierra Leone. Taylor zelf stelt dat hij niets te maken had met de strijd in Sierra Leone. Er meldden zich tientallen getuigen met belastende verklaringen tegen Taylor.

### Aanklacht
De aanklacht bestaat uit elf onderdelen, onderverdeeld in misdaden tegen de menselijkheid, oorlogsmisdaden en andere overtredingen van het internationale humanitaire recht.
De misdaden die ten laste werden gelegd zijn:
- Het terroriseren van de burgerbevolking en collectieve straffen
  - 1. Terroristische handelingen
- Onwettig doden
  - 2. Moord
  - 3. Geweld tegen het leven, de gezondheid en lichamelijk of geestelijk welzijn van personen, in het bijzonder moord
- Seksueel geweld
  - 4. Verkrachting
  - 5. Seksuele slavernij en andere vormen van seksueel geweld
  - 6. Schendingen van de menselijke waardigheid
- Fysiek geweld
  - 7. Geweld tegen het leven, de gezondheid en lichamelijk of geestelijk welzijn van personen, in het bijzonder wrede behandeling
  - 8. Andere onmenselijke daden
- Inzet van kindsoldaten
  - 9. Het in dienst nemen van kinderen onder de 15 jaar bij strijdkrachten of gewapende groeperingen, of ze actief laten deelnemen aan vijandelijkheden
- Ontvoering en gedwongen arbeid
  - 10. Slavernij
- Plundering
  - 11. Plundering

De misdaden onder 2, 4, 5, 8 en 10 worden ten laste gelegd als misdaden tegen de menselijkheid. De misdaden onder 1, 3, 6, 7 en 11 worden ten laste gelegd als oorlogsmisdaden en de misdaden onder 9 worden ten laste gelegd als overige schendingen van het internationale humanitaire recht.

### Oordeel
Op 26 april 2012 werd Taylor unaniem schuldig bevonden aan alle 11 onderdelen van de aanklacht. Op 30 mei 2012 werd hij veroordeeld tot een gevangenisstraf van vijftig jaar met aftrek van voorarrest.

### Hoger beroep
Taylor ging tegen zijn veroordeling in hoger beroep. Taylors advocaten tekenden dit beroep aan, omdat er volgens hen fouten waren gemaakt tijdens het proces en omdat Taylor nog steeds beweerde onschuldig te zijn. Op 26 september 2013 werd Taylor ook in dit hoger beroep veroordeeld tot 50 jaar cel. Hij zal zijn straf uitzitten in een Britse cel.